# Флаг Пресненского района
Флаг внутригородского муниципального образования Пресненское в Центральном административном округе города Москвы Российской Федерации.
Утверждён 17 февраля 2005 года и внесён в Геральдический реестр города Москвы с присвоением регистрационного номера ?.

## Описание
Представляет собой двустороннее, прямоугольное полотнище с соотношением сторон 2:3. Полотнище флага состоит из трёх вертикальных полос: жёлтой, красной и жёлтой. Ширина красной полосы составляет ½ длины полотнища флага, жёлтые полосы равновелики. В центре красной полосы помещено изображение белого факела с жёлтым пламенем. Габаритные размеры изображения составляют 1/6 длины и ¾ ширины полотнища.

## Обоснование символики
Белый факел с жёлтым пламенем является историческим символом Пресни. История местности неразрывно связана с событиями декабрьского вооружённого восстания 1905 года. Как символ стремления к знанию, просвещению, прогрессу, факел символизирует наличие на территории муниципального образования большого количества учебных заведений, учреждений культуры, крупнейшего выставочного комплекса.
Красная полоса символизирует крепость, непоколебимость, постоянство; помещена на флаг в память о многовековой истории Пресни.